# Oscar Benton
Oscar Benton (* 3. Februar 1949 in Haarlem, als Ferdinand van Eis; † 8. November 2020 in IJmuiden) war ein niederländischer Sänger, der Ende der 1960er-Jahre mit seiner Oscar Benton Blues Band bekannt wurde.

## Leben und Karriere
Oscar Benton wurde am 3. Februar 1949 in Haarlem geboren. Er studierte Mandoline und Violine am Konservatorium. 1967 gründete er die Oscar Benton Blues Band, die 1968 ihr Debütalbum Feel So Good veröffentlichte. 1969 erschien das Album The Blues Is Gonna Wreck My Life, 1971 Benton ‘71.
1972 hatte Benton mit seiner Landsfrau und Gesangskollegin Monica Verschoor unter dem Namen Monica en Oscar Benton zwei Hits: All I Ever Need Is You und Everybody’s Telling Me.
1974 änderte die Oscar Benton Blues Band ihre Besetzung und nannte sich jetzt Blue Eyed Bluesband. Benton trat nun unter dem Künstlernamen Billy Boy Bishop auf. 1975 brachten sie das Album Blue Eyed Baby heraus.
Benton veröffentlichte 1981 bei EMI Records unter eigenem Namen das Album Bensonhurst Blues. Die gleichnamige Single – geschrieben von Artie Kaplan und Artie Kornfeld – wurde Bentons größter Hit sowie im Soundtrack zum Film La Bûche (1999) verwendet. In einer früheren Version Bentons war es bereits im Soundtrack zu Rette deine Haut, Killer (1981) mit Alain Delon enthalten.
Nach einem Treppensturz 2006 lag Benton längere Zeit im Koma und erholte sich nur langsam wieder. 2011 veröffentlichte er das Album Oscar Benton is Still Alive, eigentlich als Abschiedskonzert gedacht. Im gleichen Jahr wurde er in die Dutch Blues Hall of Fame aufgenommen. Ab 2016 nahm er zusammen mit dem Gitarristen Johnny Laporte ein neues Album mit dem Titel I Am Back auf, das 2018 veröffentlicht wurde.
Am 8. November 2020 starb Benton im Alter von 71 Jahren in IJmuiden. Die Film-Dokumentation Oscar Benton – I’m Back wurde 2021 im niederländischen Fernsehen ausgestrahlt. Der Musikjournalist Peter Bruyn veröffentlichte 2021 das Buch De zeven levens van Oscar Benton: 71 jaar blues en 1 evergreen.

## Diskografie (Auswahl)
Alben
Quellen: Discogs, AllMusic und Muziek Encyclopedie
- 1981: Bensonhurst Blues
- 1983: My Kind Of Blues
- 1984: If You Go Away
- 1989: Blues Party
- 1991: Live!
- 1994: Best Part Of My Life
- 2011: Oscar Benton Is Still Alive
- 2018: I Am Back